# Группа Оберлаутербах
Группа Оберлаутербах — археологическая субкультура рёссенской культуры, существовавшая на юго-востоке Баварии в эпоху среднего неолита. Хронологически делится на стадии:
- SOB I (около 5000-4800 гг. до н. э.)
- SOB II, старый Оберлаутербах (около 4800 — 4600 г. до н. э.)
- SOB III, новый Оберлаутербах (около 4600 г. до н. э.).

Является баварской разновидностью рёссенской культуры. Со временем вытесняется мюнхсхёфенской культурой.
Керамические находки представляют собой грушевидные сосуды, котлы с изгибом, шаровидные и в виде двойных конусов кубки, а также кубки с сильно выступающей кромкой. В качестве украшений встречаются мотивы «козья нога» (двойная насечка) и «ошейник». Часто у сосудов встречаются ручки с цапфами. Прослеживается влияние культуры Лендьель.
Оберлаутербахские дома представляют собой типичные длинные дома, часть которых окружена кольцевыми рвами.
Захоронения, как правило, не содержат погребальных даров; в положении тел закономерностей не наблюдается. Обнаружены захоронения как с трупоположением, так и с трупосожжением; в последнем случае пепел иногда находится в урне.